# NGC 998
NGC 998 é uma galáxia espiral (S) localizada na direção da constelação de Cetus. Possui uma declinação de +07° 20' 09" e uma ascensão reta de 2 horas, 37 minutos e 16,5 segundos.
A galáxia NGC 998 foi descoberta em 10 de Novembro de 1863 por Albert Marth.